# Maria do Carmo Silveira
Maria do Carmo Trovoada Pires de Carvalho Silveira (ur. 1961) – saotomejska polityk, premier Wysp Świętego Tomasza i Książęcej od 8 czerwca 2005 do 21 kwietnia 2006.

## Lata młodości i edukacja
Absolwentka wydziału ekonomii Donieckiego Uniwersytetu Narodowego, na którym studiowała dzięki pomocy Międzynarodowego Funduszu Walutowego.

## Kariera zawodowa i polityczna
W latach 1999–2006 była przewodniczącą Banco Central de São Tomé e Príncipe. Zanim objęła to stanowisko pracowała w Ministerstwie Finansów i Planowania.
8 czerwca 2005 została mianowana premierem Wysp Świętego Tomasza i Książęcej, zastępując Damião Vaza d'Almeidę, który podał się do dymisji. Była drugą kobietą na stanowisku premiera tego kraju po Marii das Neves. Po wyborach parlamentarnych w 2006 zwycięska koalicja MDFM-PCD wybrała 7 kwietnia 2006 Tomé Vera Cruza na następcę do Carmo Silveiry. Vera Cruz przejął stanowisko 22 kwietnia tegoż roku.
W marcu 2011 ponownie objęła stanowisko przewodniczącej Banco Central de São Tomé e Príncipe.